# Hongmen (köpinghuvudort i Kina, Jiangxi Sheng, lat 27,49, long 116,71)
Hongmen är en köpinghuvudort i Kina. Den ligger i provinsen Jiangxi, i den sydöstra delen av landet, omkring 160 kilometer sydost om provinshuvudstaden Nanchang. Antalet invånare är 11 221. Befolkningen består av 5 458 kvinnor och 5 763 män. Barn under 15 år utgör 21,0 %, vuxna 15-64 år 71 %, och äldre över 65 år 6,0 %.
Runt Hongmen är det ganska tätbefolkat, med 129 invånare per kvadratkilometer. Närmaste större samhälle är Zhuliang, 11,1 km väster om Hongmen. I omgivningarna runt Hongmen växer i huvudsak blandskog.
Genomsnittlig årsnederbörd är 2 454 millimeter. Den regnigaste månaden är juni, med i genomsnitt 431 mm nederbörd, och den torraste är oktober, med 19 mm nederbörd.